# Alexis Korner
Alexis Korner, geboren als Alexis Andrew Nicholas Koerner (Parijs, 19 april 1928 - Londen, 1 januari 1984), was een Britse bluesmuzikant.

## Voorgeschiedenis
Korner, die ook Duits sprak, groeide multicultureel op. Zijn vader was een Joodse Oostenrijkse cavalerie-officier, zijn moeder was Grieks. De familie woonde in Zwitserland, Frankrijk en Noord-Afrika. Aan het begin van de Tweede Wereldoorlog vluchtte de familie met een van de laatste schepen naar het Verenigd Koninkrijk. Vanaf midden jaren 1940 trad Korner als amateur op bij Chris Barbers Jazzband, waar hij banjo speelde.

## Carrière

### Jaren 1940-1950
In 1947/1948 was hij als soldaat gestationeerd in Hamburg, waar hij terloops het platenarchief van de British Forces Network (BFN) verzorgde en muziekprogramma's presenteerde voor BFN. Gelijktijdig speelde hij live in jazzlokalen in Hamburg. Midden tot eind 1948 presenteerde hij het programma Jazz Studio bij NWDR, dat later wegens toeschouwersprotesten werd gestaakt. Het erbij betrekken van bop was niet naar de zin van enkele luisteraars.
Eind jaren 1940 speelde Korner als half-professionele muzikant in de jazzband van Chris Barber. Daarna keerde hij terug naar Londen, waar hij begin jaren 1950 optrad met diverse Londense skifflebands. In 1954 ontstonden eerste opnamen met Ken Colyer, in 1958 produceerde hij muziek met de skiffleband voor Tempo Records (Blues from the Roadhouse). Bij Chris Barber ontmoette hij de mondharmonicaspeler en bluesfan Cyril Davies.

### Jaren 1960
In 1961 formeerde Korner met Cyril Davies de tot 1967 bestaande band Blues Incorporated. Daarin speelden en zongen bekende muzikanten als Brian Jones, Mick Jagger, Charlie Watts, Danny Thompson, Jack Bruce, Ginger Baker, Eric Burdon, Graham Bond en Dick Heckstall-Smith. Deze waren (of werden later) leden van bands die internationaal beroemd werden, zoals The Rolling Stones, Cream, The Animals, Manfred Mann's Earth Band en Colosseum. Blues Incorporated trad diverse keren op bij de BBC en was samen met de Cyril Davies All Stars de eerste Europese bluesband, die elektrisch versterkte muziek speelde. In 1963 verliet Davies de band om zich meer toe te leggen op de blues, aangezien Korner een blazersensemble bij de band had gehaald en de muziek voor Davies te jazzy was geworden.
In 1967 formeerde Korner met Cliff Barton, Victor Brox, Gerry Conway, Marsha Hunt, Hughie Flint en Binky McKenzie de band Free At Last. Enkele maanden later trad Korner met Brox op in een duet, later met Robert Plant en pianist Steve Miller in een trio. In 1968 volgde een tournee door Scandinavië met de Deense zanger Peter Thorup en diens band Beefeaters. Na zijn terugkeer in het Verenigd Koninkrijk formeerde Korner met zijn dochter Sappho, Thorup, Nick South, Ray Warleigh, Annette Brox, Per Frost en Colin Hodgkinson de band New Church, die in 1969 het concert van The Rolling Stones ter ere van de overleden Brian Jones in het Londense Hyde Park opende.

### Jaren 1970
In 1970 formeerden Korner, Thorup, producent Mickie Frost en songwriter John Cameron de band CCS. Hier vloeide door blues geïnspireerde bigbandsound samen met rockmuziek. Met CCS kreeg Korner voor een korte periode erkenning bij een breder publiek. Zo werd een coverversie van Whole Lotta Love van Led Zeppelin een commercieel succes. In 1973 werd de band ontbonden en Korner en Thorup formeerden de band Snape, met Boz Burrell, Mel Collins en Ian Wallace (allen van King Crimson). De cd Live on Tour in Germany 1973 kwam eruit voort. In september 1970 was Alexis Korner presentator tijdens het Love & Peace-festival op Fehmarn.
Vanaf 1974 werkte Korner aan kortstondige projecten, naast een intensieve en langjarige samenwerking met Colin Hodgkinson als Alexis & Colin.    Op zijn volgende soloalbums kreeg hij ondersteuning van talrijke muzikanten uit de rock- en jazzwereld. Bij Get Off My Cloud (1975) waren onder andere Peter Frampton, Nicky Hopkins en Steve Marriott betrokken. Op het feestalbum ter gelegenheid van zijn 50e verjaardag in 1978 verzamelde hij de blazers van Blues Incorporated, onder wie John Surman, Alan Skidmore, Art Themen en Chris Pyne.

### Jaren 1980
In 1981 formeerde Korner de band Rocket 88. Het gelijknamige album werd live in Duitsland geregistreerd met de mobiele opnamestudio van The Rolling Stones. Zijn laatste publieke optreden had Alexis Korner op 20 augustus 1983 in Eindhoven. In december 1983 ontstonden bij de BBC zijn laatste opnamen, die voorkomen op de anthologie Kornerstoned.

## Privéleven en overlijden
Toen Korner eind 1983 klaagde over hevige hoofdpijn, werd hij naar een Londens ziekenhuis gebracht, waar vooreerst geen ernstige ziekte kon worden vastgesteld. Op 1 januari 1984 overleed Alexis Korner, die een stevige roker was, aan long- en hersentumoren. Enkele dagen voor zijn overlijden produceerde hij laatste opnamen op een bandopname-apparaat, die tot heden op wens van de familie niet werden gepubliceerd. Als reactie op het overlijden organiseerden enkele oud-bandleden een memorial-concert met muzikanten uit Korners omgeving, dat ook op lp verscheen.
Korner was sinds 1950 getrouwd met Roberta Korner-Melville. Uit dit huwelijk waren zijn dochter Sappho Gillett Korner en de zonen Nicolas en Damián afkomstig.

## BBC
- Alexis Korner presenteerde eind jaren 1960 een wekelijks, 15 minuten durend radioprogramma, waarin geen platen werden gedraaid, maar livebands speelden in de opnamestudio. Hier traden onder andere Jimi Hendrix en Cream op. Tijdens een optreden van Jimi Hendrix speelde Korner de steelgitaar, die te horen is op de cd BBC Sessions van Hendrix.
- In 1972 presenteerde hij het 13-delig programma Sympathy for the Devil over de geschiedenis van rock en blues. Deze reeks werd ook in het Duitstalige gebied (Duitsland, Zwitserland, Oostenrijk) internationaal uitgezonden. Producenten van de Duitse zender NDR3 waren Horst Königstein[13] en Manfred Miller[14].
- Eind jaren 1970 registreerde de BBC twee seizoenen van dit programma, dat vanaf 1979 werd uitgezonden. Alexis Korner stelde daarin oude bluesmuzikanten voor om een indruk te geven hoe de bluesmuziek aan het begin van de 20e eeuw zou hebben geklonken. Hij presenteerde daarmee, zoals ook tijdens zijn carrière als muzikant, meer onbekende muzikanten aan een breed publiek. Actieve gasten in dit programma waren onder anderen Big Joe Williams, Bukka White, Houston Stackhouse, Sonny Blake en Sam Chatmon.
- In 1983 maakte de BBC nog 13 afleveringen van het programma, gepresenteerd met Korner. Daarin interviewde hij onder anderen gitaristen als Eric Clapton, B.B. King, Brian May en vele anderen. Daarbij werden niet alleen de populaire songs, maar ook muzikale rariteiten van deze artiesten voorgesteld. Het programma duurde telkens een uur. Het ook na de dood van Korner verder geproduceerd en voor het laatst uitgezonden in 2010 uitgezonden.

## Discografie

### Ken Colyer's Skiffle Group
- 1954: Back to the Delta
- 1955: Ken Colyer's Skiffle Group (ep)
- 1955: Take This Hammer / Down By The River Side (single)
- 1955: Go Down Old Hannah / Streamline Train (single)

### Beryl Bryden's Back-Room Skiffle
- 1956: Kansas City Blues / Casey Jones (single)

### Alexis Korner's Breakdown Group
- 1957: Blues From The Roundhouse
- 1957: County Jail / I Ain't Gonna Worry No More (single)
- 1984: Alexis 1957 (opnamen van 1957)

### Alexis Korner's Skiffle Group
- 1957: Blues From The Roundhouse Volume 1
- 1958: Blues From The Roundhouse Volume 2

### Alexis Korner's Blues Incorporated
- 1962: R&B from the Marquee
- 1962: Alexis Korner's Blues Incorporated (ep)
- 1962: Blaydon Races (ep) (met Nancy Spain)
- 1962: Blaydon Races / Uptown (single)
- 1963: Rhythm And Blues (Various Artists Compilation)
- 1963: See See Rider / Blues a la King (Navy Blue) (single)
- 1963: Alexis Korner's Blues Incorporated
- 1964: At the Cavern
- 1964: Red Hot From Alex
- 1964: I Need Your Loving / Please, Please, Please (single)
- 1965: I Got Money / I Need Your Loving  (single)
- 1965: Little Baby / Roberta (single)
- 1965: Sky High
- 1966: Rivers Invitation / Everyday I Have The Blues (single)
- 1967: I Wonder Who?

### Free At Last
- 1967: Rosie / Rock Me (Single)

### New Church
- 1970: Both Sides

### Collective Consciousness Society
- 1970: Boom Boom / Whole Lotta Love (single)
- 1970: C.C.S.
- 1971: Walking / Salome (single)
- 1971: Tap Turns On The Water / Save The World (single)
- 1971: C.C.S. 2nd
- 1971: Sixteen Tons / This Is My Life (single)
- 1971: Brother / Mister, What You Can't Have I Can Get (single)
- 1973: The Band Played The Boogie / Hang It On Me (single)
- 1973: The Best Band In The Land
- 1973: Hurricane Comming / Dragster (single)

### Snape
- 1972: Accidently Born in New Orleans
- 1972: Sweet Sympathy / Gospel Ship  (single)
- 1973: Live On Tour In Germany

### Rocket 88
- 1981: Rocket 88

### Solo
- 1961: 3/4 A.D. (met Davy Graham)
- 1968: A New Generation of Blues
- 1970: Alexis Korner
- 1970: Clay House Inn / I Don't Know (Single)
- 1972: Bootleg Him
- 1973: Wild Women & Desperate Men / Machine Gun And Julie (single)
- 1973: Captain America / The Thief (single)
- 1974: Aint That Peculiar / Tree Top Fever (single)
- 1975: Get Off Of My Cloud / Strange 'n' Deranged (single)
- 1975: Get Off Of My Cloud
- 1975: ...Meets Jack Daniels
- 1976: Live In Paris (met Colin Hodgkinson)
- 1978: Just Easy
- 1978: The Party Album
- 1978: Pinetop's Boogie Woogie / All I Got Is You  (single, met Bob Hall)
- 1978: Eat A Little Rhythm And Blues
- 1979: Me
- 1980: Testament (met Colin Hodgkinson)
- 1984: Juvenile Delinquent
- 1984: Beirut / Mean Fool (single)
- 1984: White & Blues (met Colin Hodgkinson)
- 1994: The BBC Sessions
- 1995: The Lost Album
- 2006: Kornerstoned
- 2016: Live at RIAS, Berlin, 19 juni 1981  (met Tony Sheridan en Steve Baker)

### Medewerking op albums/singles/ep's van andere muzikanten en bands
- 1958: Alan Lomax: ...Sings Great American Ballads
- 1959: Ramblin' Jack Elliott: Kid Stuff
- 1959: Champion Jack Dupree: Natural And Soulful Blues
- 1959: Ramblin' Jack Elliot: ...Sings Songs By Woody Guthrie And Jimmie Rogers
- 1960: Memphis Slim: Memphis Slim
- 1960: Memphis Slim: Goes To Kansas City (EP)
- 1960: Memphis Slim: Pinetop's Blues (EP)
- 1960: Little Brother Montgomery: Little Brother
- 1961: Roosevelt Skyes: The Honeydupper
- 1961: James Cotton: Chris Barber präsentiert Jimmy Cotton Vol. 1
- 1961: James Cotton: Chris Barber präsentiert Jimmy Cotton Vol. 2
- 1961: Ottilie Patterson: Ottilie Patterson
- 1963: Curtis Jones: In London
- 1968: International Hot Jazz Meeting Hamburg '68 (sampler)
- 1968: Cuby & The Blizzards: Live '68
- 1968: The Beefeaters: Meet You There
- 1971: B.B. King: In London
- 1972: Jack Grunsky: Toronto
- 1972: Humble Pie: Smokin'
- 1972: Duffy Power: Duffy Power
- 1973: Klaus Doldinger: Doldinger Jubilee Concert
- 1977: Eric Burdon: Survivor
- 1977: The King Of Elfland's Daughter (sampler)
- 1977: Tell (soundtrack)
- 1982: Open Air Arbon (sampler)
- 1982: The Blues Band: Brand Loyalty (2012 heruitgave bonus tracks)
- 1983: Frankfurt City Blues Band: Live – Frankfurt City Blues Band Meets Alexis Korner
- 1983: The Blues Band: Bye Bye Blues (2012 heruitgave bonus tracks)
- 1988: The Jimi Hendrix Experience: The BBC Sessions
- 1999: Rory Gallagher: The BBC Sessions

- Bibsys: 3102527
- Bibliothèque nationale de France: cb12401706c (data)
- Gemeinsame Normdatei: 118835386
- International Standard Name Identifier: 0000 0000 5511 2481
- Library of Congress Control Number: n78054818
- MusicBrainz: 4d8a7964-df16-4db5-a892-e5bda99d84d2
- Nationale Bibliotheek van Tsjechië: pna2005274617
- Nationale Bibliotheek van Israël: 987007332876105171
- Nederlandse Thesaurus van Auteursnamen: 098857843
- SNAC: w65d99z6
- Système universitaire de documentation: 080852424
- Virtual International Authority File: 17308413
- WorldCat: E39PBJht7JQr8y7MCF6k8FxCcP